# 乗組員
乗組員（のりくみいん）とは、船や飛行機などに乗り込んで、運航や操業などの仕事を行う人のことである。
英語ではクルー (Crew)または、クルーメンバー(Crew member)と呼ばれる。

## 名称について
乗組員は以下のようにも呼ばれる。
- 商船の場合：「船員」、「船乗り」、「乗員」
- 軍艦の場合：「水兵」、「船乗り」
- 旅客機の場合：「乗員」、「乗務員」、「飛行機乗り」

「乗組員」、「船員」、「船乗り」、「乗務員」、「飛行機乗り」のいずれの場合でも、広義には階級差についての意味を含まずに該当する乗り物に乗り込んで業務を行う人の意味であるが、特に「船長」や「機長」といった上級役職名との対比で使用される場合には狭義な用法となり、一般階級や下級階級としての意味が含まれるようになる。「乗員」では階級差の意味合いがほとんど無くなる。

## 船舶
軍艦における「水兵」は乗組員の中でも明示的に下級乗組員だけを指し、「下士官」や「士官」と区別される。また、海兵隊のように軍艦に乗務していてもその艦船内部での業務を行うことは主な目的としない「船客」は、「乗組員」とは呼ばれないのが通例である。潜水艦の場合は特別な語は無く単に「潜水艦乗り」や「クルー」と呼ばれる。
商船と軍艦のいずれの場合でも、「船乗り」は最も階級差についての意味が薄く、場合によっては侮蔑的な意味を含んでしまう「水兵」や、「水夫」といった言葉を避ける場合に使用される。現代では女性も多いため「水夫」が使われることは少ない。
櫓櫂船程度の小舟では船長の意味を持つ「船頭」といった呼び方が用いられる。
漁船の場合には「漁船乗組員」の他に単に「漁師」と呼ばれる。漁業従事者でも漁の管理者は漁労長、冷凍加工母船のようなプラント船上で魚の処理作業に従事する人は「乗組作業員」や単に「作業員」など、職種で呼ばれることが多い。

## 航空機
航空機の用語は船舶由来が多く、航空法も船舶の法規を元にしているため、航空機の乗組員の区分も類似している。
航空機については日本の場合航空法において『航空機乗組員』が定義されており、「航空機に乗り組んで航空業務を行なう者」とされている。
航空従事者のうち航空機に乗り組む操縦士、航空機関士、航空通信士、航空士など運航に携わる「コックピット・クルー（Cockpit Crew）」が乗組員である。客室乗務員は航空法上乗組員ではないが客室（キャビン）で勤務するため、「キャビン・クルー (Cabin Crew)」と呼ばれる。また両者を合わせて「エア・クルー（Aircrew）」と呼ぶ。
操縦士は「パイロット（Pilot）」か「操縦士」の表記が主流であるが、古い文献では「飛行機乗り」「飛行家」「飛行士」の表記もある。海軍航空隊では水先人（Pilot）との混同を防ぐため、「アビエイター（Aviator）」と呼ぶこともある。

## 宇宙船
宇宙船の場合は乗組員と呼んでも誤りといえないが、宇宙飛行士やクルーと呼ばれることが多い。
スペースシャトルにおいて運航に携わる者は搭乗運用技術者、科学実験などを担当し運航には関わらない者は搭乗科学技術者と呼ばれる。
アメリカ航空宇宙局やロシア連邦宇宙局では運航に関わる者と科学実験を担当する科学者が「正規の乗組員」であり、商用の宇宙旅行者は宇宙飛行関係者と呼ばれ乗客として扱われる。